# Fionidae
Famille
Les Fionidae sont une famille de mollusques gastéropodes nudibranches.

## Systématique
La famille des Fionidae a été créée en 1857 par le zoologiste britannique John Edward Gray (1800-1875).

## Liste des genres
Selon World Register of Marine Species (26 septembre 2021), prenant pour base la taxinomie de Bouchet & Rocroi (2005), on compte quatre genres, tous monotypiques :
- genre Fiona Alder & Hancock (in Forbes & Hanley), 1853 — 1 espèce ;
- genre Subcuthona Baba, 1949 — (taxon inquirendum) ;
- genre Tergiposacca Cella, Carmona, Ekimova, Chichvarkhin, Schepetov & Gosliner, 2016 — 1 espèce ;
- genre Zatteria Eliot, 1902 — 1 espèce.